# وادي ستارة
وادي ستارة واد كبير، من أكبر أودية الحجاز، يقع بين مكة والمدينة ويمتد بطول خمسة وسبعين كيلو متراً. ويتفرع منه أودية أخرى وهي وادي ظفر ووادي تظمري  وهو أكبر الفروع وفيها قرى زراعية مأهولة، وتسكن بها عشائر من قبيلة سُليم ويقيم بعض البوادي من قبيلة فُتَـيَّة من بني سُليم على أطراف الوادي وضواحيه، ومن كبرى قراه الظبية والتي هي عاصمة ستارة كلها وبها مركز الإمارة والدوائر الحكومية، وبها قرى مثل المنصى،  والمسماة، والسليم، والأبيار، والمعالي، والمديد، ومخمرة، والغروف، وجليلة.

## النشاط الزراعي
وتزرع في وادي ستارة النخيل وبعض الموالح والخضراوات وتسق هذه المزارع إما بعيون جارية أو آبار عادية أو ارتوازية.